# Marie Louise Alemann
Marie Louise Alemann (Höxter, Alemania, 1927 - Buenos Aires, 26 de febrero de 2015) fue una cineasta pionera del cine experimental argentino. Formó parte de un grupo, en el que también participaba Narcisa Hirsch, dedicado a la creación de obras de vanguardia en la década de 1960 en Buenos Aires.

## Biografía
Marie Louise Steinheuer nació en 1927 en Höxter, Renania del Norte-Westfalia, Alemania. Como consecuencia de la Segunda Guerra Mundial, su familia huyó a Checoslovaquia, desde donde partió para llegar a Buenos Aires el 17 de agosto de 1949, ciudad en la que se estableció. En 1950 se casó con Ernesto Alemann. Su actividad se orientó hacia distintos campos, como la fotografía, la plástica y el periodismo.
Su trayectoria artística comenzó en la sede del Instituto Goethe de Buenos Aires, donde integró, con otros creadores, el Grupo Cine Experimental Argentino.
En 1967, junto con Narcisa Hirsch realizó “La Marabunta”, un happening consistente en una estructura en forma de enorme esqueleto humano cubierto con comida, instalado en la vía pública.
Su relación con el Instituto Goethe perduró a lo largo del tiempo. Entre 1979 y 1985 tuvo a su cargo la programación de las exhibiciones cinematográficas, donde incluyó obras de creadores alemanes de la década de 1970, como Rainer Werner Fassbinder, Werner Nekes, Werner Herzog y Werner Schroeter.

## Filmografía
Su obra incluye unos 30 cortometrajes, la mayoría de ellos en formato Super-8, realizados entre 1967 y 1985. Entre ellos:
- Autobiográfico 1 - 1971
- El carro de mamá - 1972
- Escenas de mesa - 1976
- Sensación 77: mimetismo - 1977
- LORMEN - 1979
- Ring Side - 1979
- Legítima Defensa - 1980
- Paisajes para Ghédalia - 1980
- Tazartés Transport - 1981
- El retorno - 1985

## Reconocimiento
El filme Butoh (en alusión a la danza butō), de Constanza Sáenz Palacios, presentado en el BAFICI en 2013, toma como núcleo argumental la figura de Marie Louise Alemann y de otros cineastas precursores, que innovaron en la década de 1960 experimentando con formas expresivas que vinculaban la fotografía, la música, la pintura y otros lenguajes estéticos.